# 스티브 볼드
스티븐 앤드루 "스티브" 볼드 (Stephen Andrew "Steve" Bould, 1962년 11월 16일~)는 전 잉글랜드 국가대표 선수이다.
1980년부터 2000년까지 선수 생활을 한 그는 인상적인 수비 유망주로 고향팀인 스토크 시티 FC에서 명성을 쌓았다. 스토크 시티에서 7시즌을 보낸 후 그가 리그에서 눈에 띄는 센터백이 된 것은 당연한 것이었고, 1988년 아스널 FC로 이적하게 된다. 그는 하이버리에서 토니 애덤스, 나이젤 윈터번, 리 딕슨과 함께 철의 포백이라고 불리는 매우 단단한 수비 라인을 형성하였고 이를 바탕으로 그의 이름에 9 개의 메이저 트로피를 들어올렸다. 1999년까지 아스널에서 선수 생활을 한 그는 선덜랜드 AFC에서 선수 생활을 마무리했다.
그는 선수 생활을 마친 이후로, 아스널 FC의 유스팀 총 감독으로 활약한다. 그는 2012/13 시즌에 또 다른 아스널의 상징적인 선수였던 팻 라이스의 후임으로 수석 코치로 임명되었다.